# John Walker (remer)

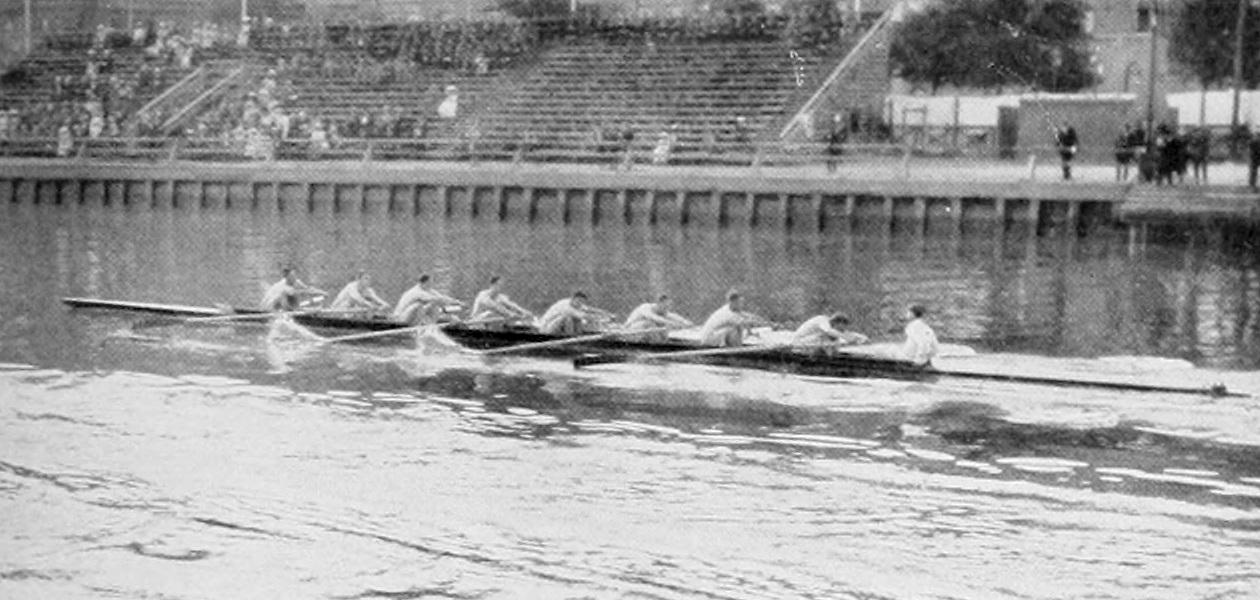
Fotografia de la competició als Jocs Olímpics de 1912 on guanyà la medalla d'argent en la prova de vuit amb timoner.

John Drummond Walker (Oxford, 4 de gener de 1891 – Lewisham, Londres, 22 de juliol de 1952) va ser un remer anglès que va competir al començament del segle xx.
Walker va néixer a Oxford i estudià al New College de la Universitat d'Oxford. El 1912 va prendre part en els Jocs Olímpics d'Estocolm, on va guanyar la medalla d'argent en la competició del vuit amb timoner del programa de rem. En aquesta embarcació feia de timoner.
El 1918 va ser guardonat com a Orde de l'Imperi Britànic, com a MBE.